# ɮ̴
Le lej tilde inscrit, ɮ̴, est une lettre additionnelle de l’alphabet phonétique international utilisée dans quelques ouvrages linguistiques. Elle est composée d’un lej diacrité d’un tilde inscrit.

## Utilisation
Dans l’alphabet phonétique international, le lej représente une consonne fricative latérale alvéolaire voisée et le tilde inscrit indique une pharyngalisation ou vélarisation. La consonne fricative latérale alvéolaire voisée pharyngalisée peut aussi être notée [ɮˤ] ou [ɮ͡ħ] et la consonne fricative latérale alvéolaire voisée vélarisée peut aussi être notée [ɮˠ] ou [ɮ͡x]. Dans d’autres systèmes de transcriptions, elle est aussi plutôt représentée avec un point souscrit plutôt qu’un tilde inscrit : ‹ ɮ̣ ›.

## Représentation informatique
Le lej tilde n’a pas de représentation informatique standardisée. Il peut être présenté à l’aide d’un caractère non standard ou à l’aide de la lettre lej combinée avec une diacritique tilde couvrant, ‹ ɮ̴ ›.